# Ronald Herzog
Ronald Paul Herzog (ur. 22 kwietnia 1942 w Akron, Ohio, zm. 12 kwietnia 2019 w Alexandrii) – amerykański duchowny katolicki, biskup Alexandrii w metropolii Nowy Orlean w latach 2005-2017.

## Życiorys
Pochodził z rodziny mieszanej wyznaniowo (luterańsko-katolickiej). Ukończył seminaria duchowne w Covington i Worthington. Święcenia kapłańskie otrzymał 1 czerwca 1968. Pracował początkowo w diecezji Natchez-Jackson. 1 marca 1977 inkardynowany do nowo utworzonej diecezji Biloxi. Był m.in. dyrektorem Diecezjalnego Biura ds. Liturgii, proboszczem w Laurel i kapelanem wojskowym.
4 listopada 2004 mianowany ordynariuszem Alexandrii w Luizjanie. Sakry udzielił mu metropolita Alfred Hughes. W Konferencji Biskupów Amerykańskich zasiadał m.in. w Komitecie ds. Kultu Bożego.
2 lutego 2017 przeszedł na emeryturę, a jego następcą został dotychczasowy koadiutor – biskup David Talley.
Zmarł 12 kwietnia 2019.